# Simboli dei campi di concentramento nazisti
I simboli dei campi di concentramento nazisti, principalmente colori, lettere, numeri, facevano parte di un sistema semiologico di identificazione dei prigionieri dei lager.

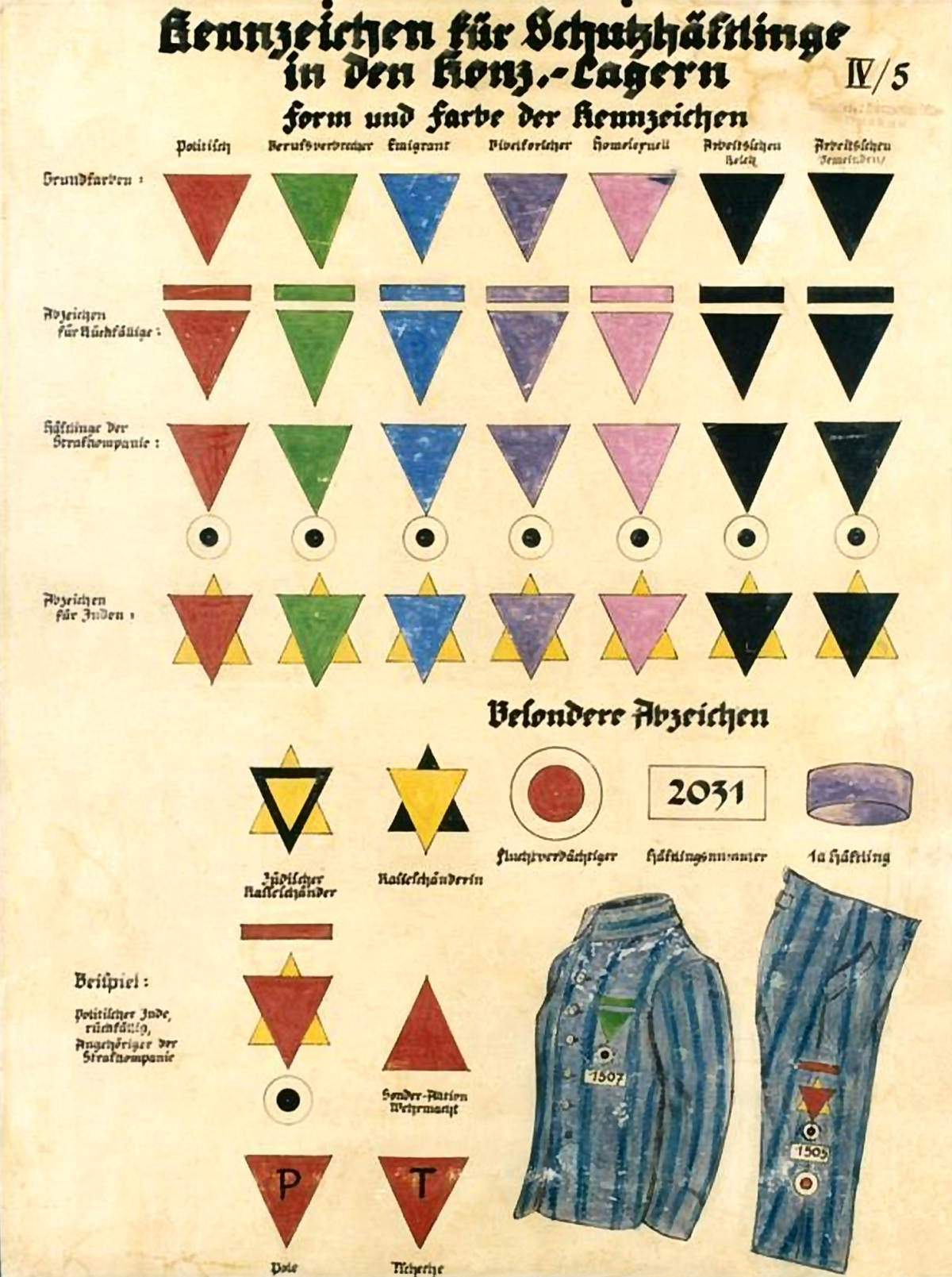
Tabella dei contrassegni diramata nel 1940 e nel 1941 a tutti i comandanti dei KL

## Sistema di codifica dei contrassegni
Il sistema di codifica dei contrassegni serviva a classificare i prigionieri, generalmente in base a gruppi creati sulla base dei motivi dell'arresto. I simboli erano in stoffa, affibbiati sulla divisa, definita dai prigionieri con divisa a motivo Zebra, a causa delle strisce chiare e scure alternate.: sulla casacca, all'altezza del petto, sulla sinistra, e sui pantaloni, all'altezza della coscia destra. I criteri per l'identificazione degli internati variavano però a seconda dei luoghi di detenzione e del trascorrere del tempo. L'assegnazione di un prigioniero a una categoria dipendeva in ogni caso dall'arbitrio della Gestapo; le suddivisioni si confusero e persero poi di valore con l'aumentare dei deportati da molti paesi, e con il progressivo sgretolamento del Terzo Reich.

### Triangoli colorati

un triangolo giallo[7], o una Stella di David, Judenstern[1][8][9], costituita da due triangoli di colore giallo appositamente sovrapposti, identificava i prigionieri ebrei.
un triangolo di colore marrone identificava i prigionieri rom[1][10]. Erano denominati Brauner secondo la lingua del lager di Mauthausen[3]
un triangolo di colore viola identificava i testimoni di Geova, i "ricercatori della Bibbia", Bibelforscher[1][11][12][13], detti anche "i viola", die Violetten[14]
un triangolo di colore nero identificava gli Asociali[15], detti Aso secondo la lingua del lager di Mauthausen[3]. Fra gli altri, i vagabondi, gli etilisti, i disabili[16] i malati di mente[17], le donne omosessuali[18], le prostitute, i rom[19]. Alcuni prigionieri contrassegnati dal triangolo nero svolsero il ruolo di Kapo[20].
un triangolo di colore rosa identificava gli omosessuali, bisessuali maschi[18][21], internati sulla base del Paragrafo 175. Erano denominati Rosaroter, secondo la lingua del lager di Mauthausen[3].
un triangolo di colore rosso, rot[1][22], identificava i prigionieri politici, politischer Vorbeugungshäftling[23], arrestati per "fermo protettivo", Schutzhaft[24], un pretesto per internare gli oppositori al nazionalsocialismo[25]. Erano denominati Roter secondo la lingua del lager di Mauthausen[3]. Identificava, fra gli altri, i massoni[26] e gli oppositori antinazisti o considerati tali[27][28][29].
un triangolo di colore blu identificava gli emigrati, Emigranten[1]. Si trattava di fuoriusciti dalla Germania in quanto oppositori antinazisti, rientrati perché richiamati con la frode, o per la minaccia di ritorsioni nei confronti dei loro familiari[5][30]. Nel lager di Mauthausen i triangoli blu erano attribuiti ai prigionieri politici spagnoli[2][31].
un triangolo di colore verde identificava i delinquenti comuni[32], che generalmente svolgevano il ruolo di Kapo[32].

### Triangoli doppi

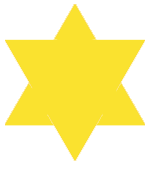
La Stella di David

- Un triangolo invertito sovrapposto a un triangolo di colore giallo indicava che il prigioniero era un ebreo; ad esempio, un triangolo nero sovrapposto a un triangolo giallo indicava un prigioniero "asociale" ebreo, oppure un triangolo giallo sovrapposto a un triangolo rosa indicava un prigioniero omosessuale ebreo;
- la sagoma di un triangolo, bordata di nero, sovrapposta a un triangolo giallo, indicava un ebreo "profanatore della razza", Rassenschänder[33][34], ossia accusato di violare la "legge per la protezione del sangue", Blutschutzgesetz[35], poiché aveva avuto una relazione con una donna "ariana"[4];
- un triangolo giallo sovrapposto a un triangolo nero, indicava una donna "ariana", "profanatrice della razza", Rasseschänderin, ossia accusata di avere una relazione con un uomo ebreo.

### Simboli particolari

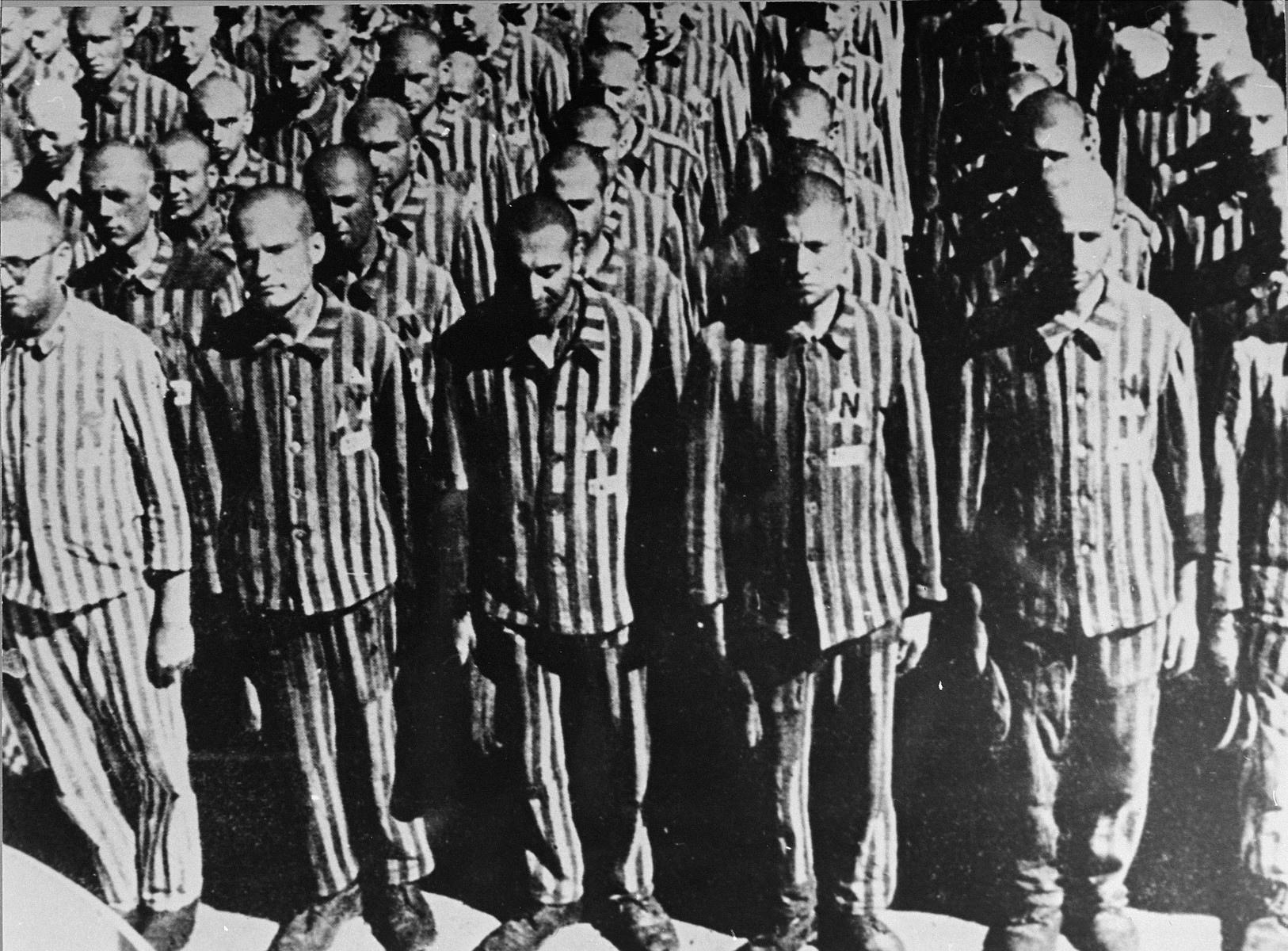
Ebrei olandesi prigionieri nel campo di concentramento di Buchenwald portano un distintivo con la lettera N per Niederländer

- Determinate lettere utilizzate all'interno dei triangoli indicavano il paese di origine:
B (Belgier, belga), F (Franzosen, francese), I oppure IT (Italiener, italiano), J (Jugoslawen, jugoslavo), N (Niederländer, olandese), P (Polen, polacco), S (Spaniern, spagnolo) T (Tschechen, ceco), U (Ungarn, ungherese)[4]. Tedeschi, austriaci, lussemburghesi non avevano alcuna lettera riferita alla nazionalità[2];
- un rettangolo posto al di sopra del triangolo indicava i prigionieri recidivi, Ruckfällige[4];
- nel lager di Auschwitz verso la fine del 1944 gli ebrei erano contrassegnati con un triangolo rosso sopra il quale vi era un rettangolo giallo[36];
- nel lager di Mauthausen gli ebrei erano identificati con una Stella di David formata da due triangoli, uno giallo e uno rosso, appositamente sovrapposti[2];
- un disco nero, posto tra il vertice inferiore del triangolo e il numero di matricola, contrassegnava i prigionieri assegnati alle compagnie di disciplina, Strafkompanie, condannati a una colonia penale per aver commesso infrazioni disciplinari[37];
- un disco bianco-rosso, weiss-rote Zielscheibe[38], posto sotto il numero di matricola e sulla divisa all'altezza della schiena[2], contrassegnava i prigionieri sospetti di fuga, Fluchtverdacht[39];
- una lettera Z, che precedeva il numero di matricola dei prigionieri, identificava Rom e Sinti[40];
- un triangolo nero recante la lettera A al centro indicava il prigioniero condannato al "lavoro rieducativo", Arbeitserziehungshäftling[41];
- un triangolo verde recante la lettera S al centro indicava il delinquente abituale detenuto per misura di sicurezza, Sicherungsverwahrte Häftlinge. Si trattava dei carcerati che avrebbero dovuto essere assegnati ai lager giudiziari, Justizlager, inviati invece ai campi di concentramento per "fermo protettivo"[42];
- la sigla SU contrassegnava i prigionieri di guerra sovietici[2][43];
- la lettera E posta prima del numero di matricola contrassegnava i prigionieri "da rieducare", Erziehungshäftling[43];
- la lettera X di colore rosso, tracciata all'altezza della schiena sugli abiti civili indossati da alcuni prigionieri, poiché era un evidente simbolo identificativo degli internati, serviva a scoraggiare i tentativi di fuga[31][44];
- i Kapo generalmente portavano al braccio sinistro una fascia particolare, erano perciò detti "quelli che portano la fascia", Bindenträger[45];
- un disco rosso sotto il quale vi era la sigla IL (Im Lager, nel campo) contrassegnava i prigionieri sospetti di pianificare una fuga.
- un triangolo bianco con il contorno nero e la scritta IMI per gli Internati Militari Italiani (coloro che dopo l'8 settembre 1943 rifiutarono di giurare fedeltà alla Repubblica Sociale Italiana o rifiutavano il lavoro obbligatorio)
- un triangolo bianco con il contorno nero e l'iniziale dello Stato di appartenenza nel triangolo per i Prigionieri di Guerra
- un bracciale con la scritta TODT per coloro che venivano arruolati per i lavori forzati nel caso non fosse disponibile un Trasporto o per esigenze difensive lungo le coste o per coloro che non erano internati ma avevano ottenuto la possibilità di lavorare fuori dai lager.

### L'utilizzo dei triangoli nel lager di Bolzano
Nel Campo di transito di Bolzano, Polizei- und Durchgangslager Bozen, o Dulag Bozen, vigeva un utilizzo dei simboli diverso rispetto a quello comune a molti lager:
- un triangolo blu indicava i prigionieri di guerra;
- un triangolo bianco indicava gli ostaggi;
- un triangolo giallo indicava gli ebrei;
- un triangolo rosso indicava gli oppositori politici;
- un triangolo rosa indicava i rastrellati;
- un triangolo verde indicava gli ostaggi.

## Numeri di matricola
I numeri di matricola attribuiti ai prigionieri, Häftlingsnummer, che sostituivano il nominativo degli internati, erano affibbiati sulla divisa, scritti in nero su stoffa bianca, posti all'altezza del cuore e al centro della coscia destra, talvolta riportati su una placchetta di latta da portare al collo o al polso, oppure tatuati sull'avambraccio.

## Schemi riassuntivi dei simboli
Seguono alcuni schemi riassuntivi dei simboli.
| TRIANGOLI                              | Politici | Criminali | Emigrati | Testimoni di Geova | Omosessuali | Asociali | Rom/Sinti |
| Normale                                |          |           |          |                    |             |          |           |
| Recidivo                               |          |           |          |                    |             |          |           |
| Prigioniero di compagnia di disciplina |          |           |          |                    |             |          |           |
| Ebreo                                  |          |           |          | Nota               |             |          |           |

| ALTRI SIMBOLI | Ebreo che ha una relazione "interrazziale" | "Ariana" che ha una relazione "interrazziale"         | Ebreo ad Auschwitz dalla fine del 1944 | Sospetto di fuga          | Numero di matricola Bracciale marrone: prigioniero speciale | Numero di matricola Bracciale marrone: prigioniero speciale | In ordine discendente: numero di matricola, rettangolo da recidivo, triangolo o stella, membro di battaglione penale, sospetto di fuga | In ordine discendente: numero di matricola, rettangolo da recidivo, triangolo o stella, membro di battaglione penale, sospetto di fuga |
| ALTRI SIMBOLI | Condannato al "lavoro rieducativo"         | Delinquente abituale detenuto per misure di sicurezza | Polacco: P sul triangolo rosso         | Membro delle forze armate | Numero di matricola Bracciale marrone: prigioniero speciale | Numero di matricola Bracciale marrone: prigioniero speciale | In ordine discendente: numero di matricola, rettangolo da recidivo, triangolo o stella, membro di battaglione penale, sospetto di fuga | In ordine discendente: numero di matricola, rettangolo da recidivo, triangolo o stella, membro di battaglione penale, sospetto di fuga |

## Galleria dei simboli dei campi di concentramento nazisti

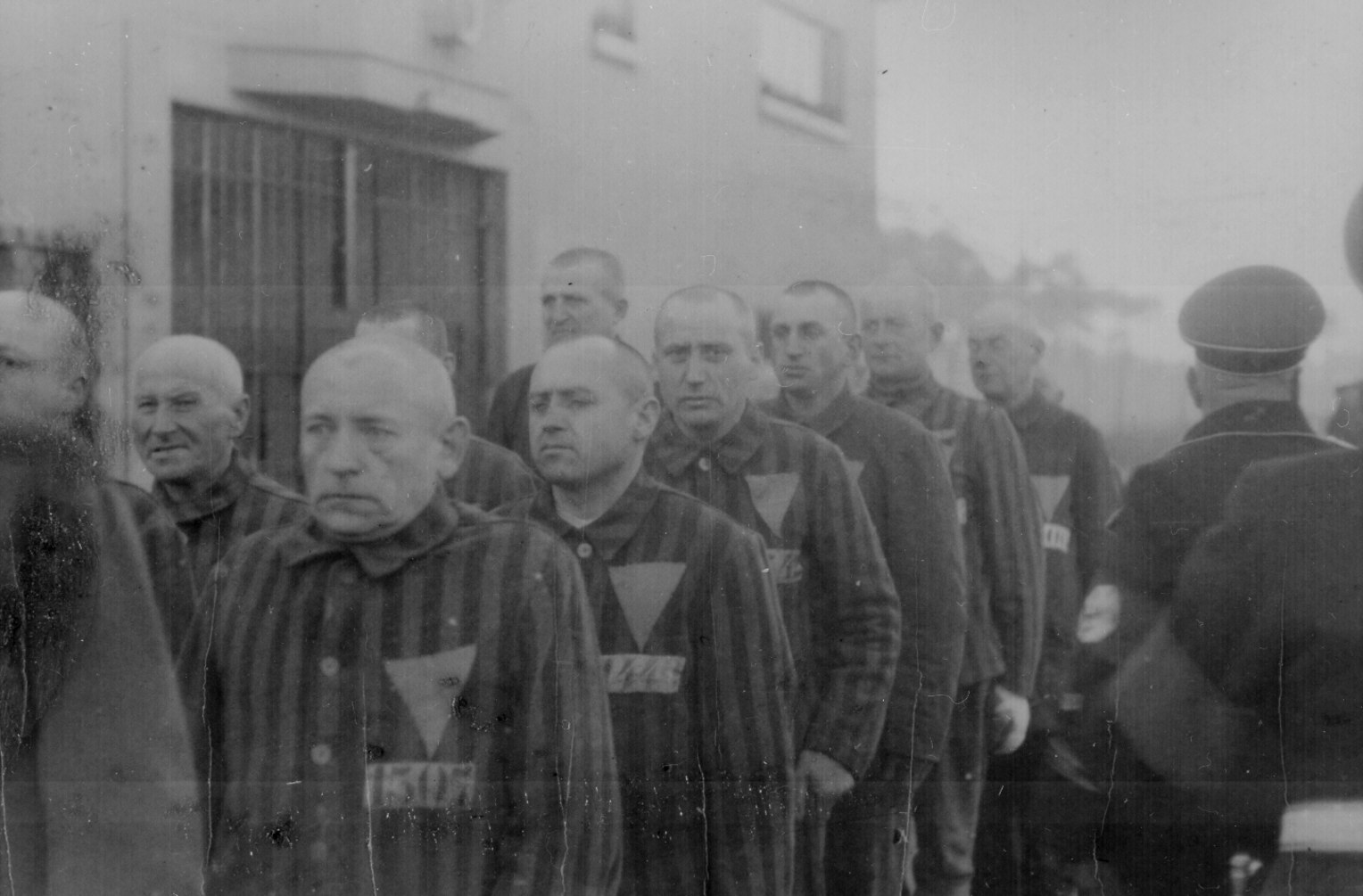
La divisa a strisce detta Zebra
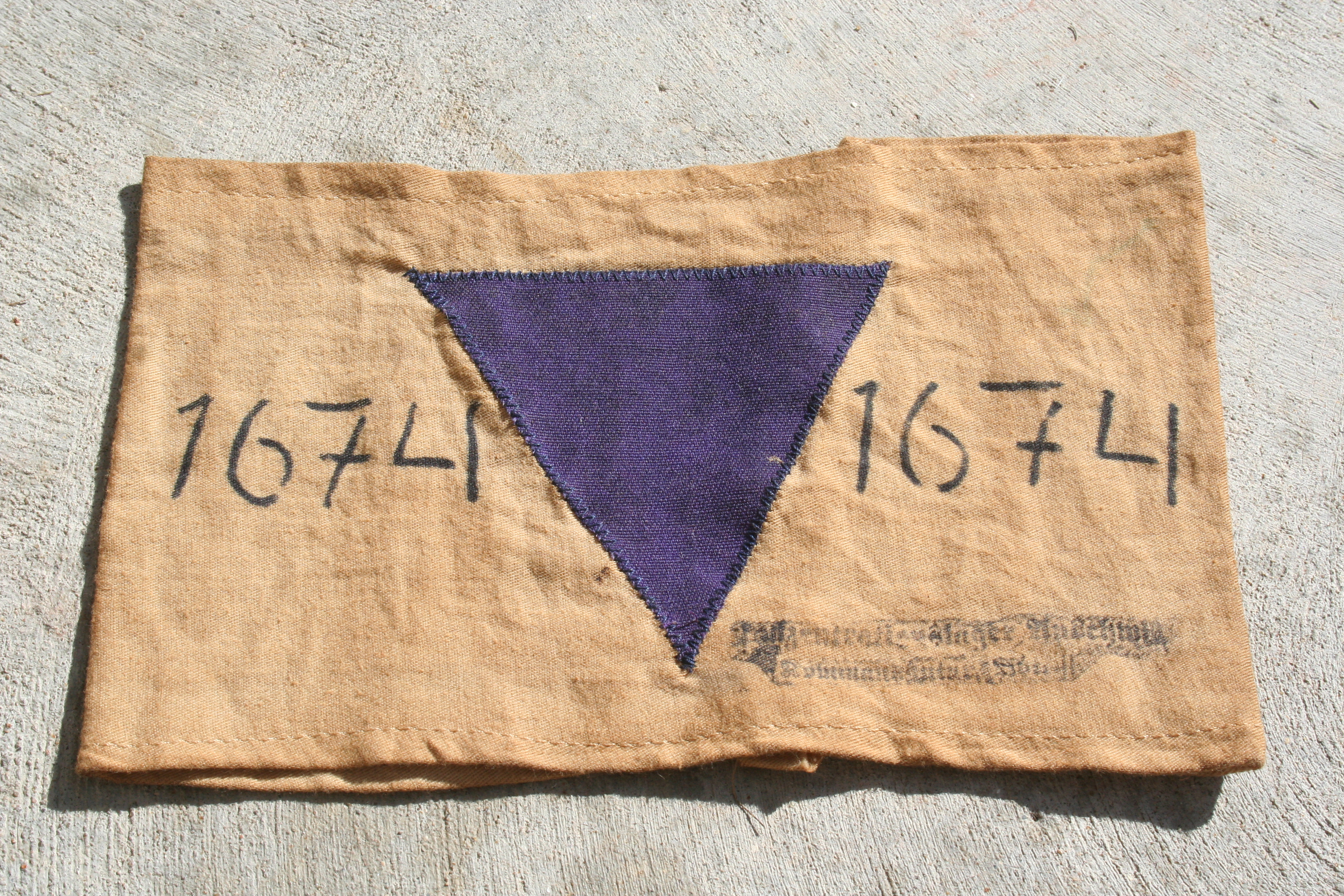
Triangolo blu
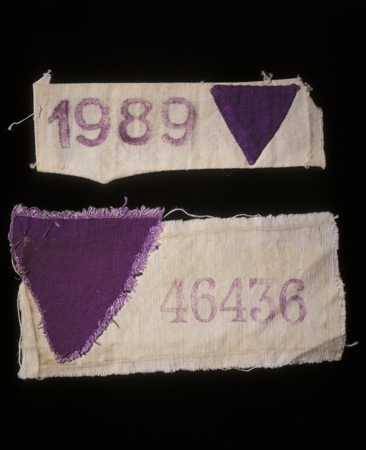
Triangoli viola
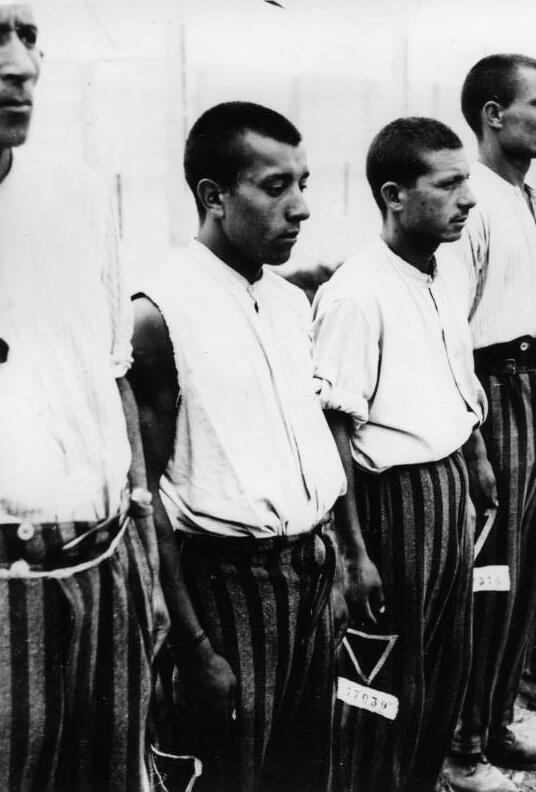
Triangolo e numero posti sui pantaloni all'altezza della coscia destra
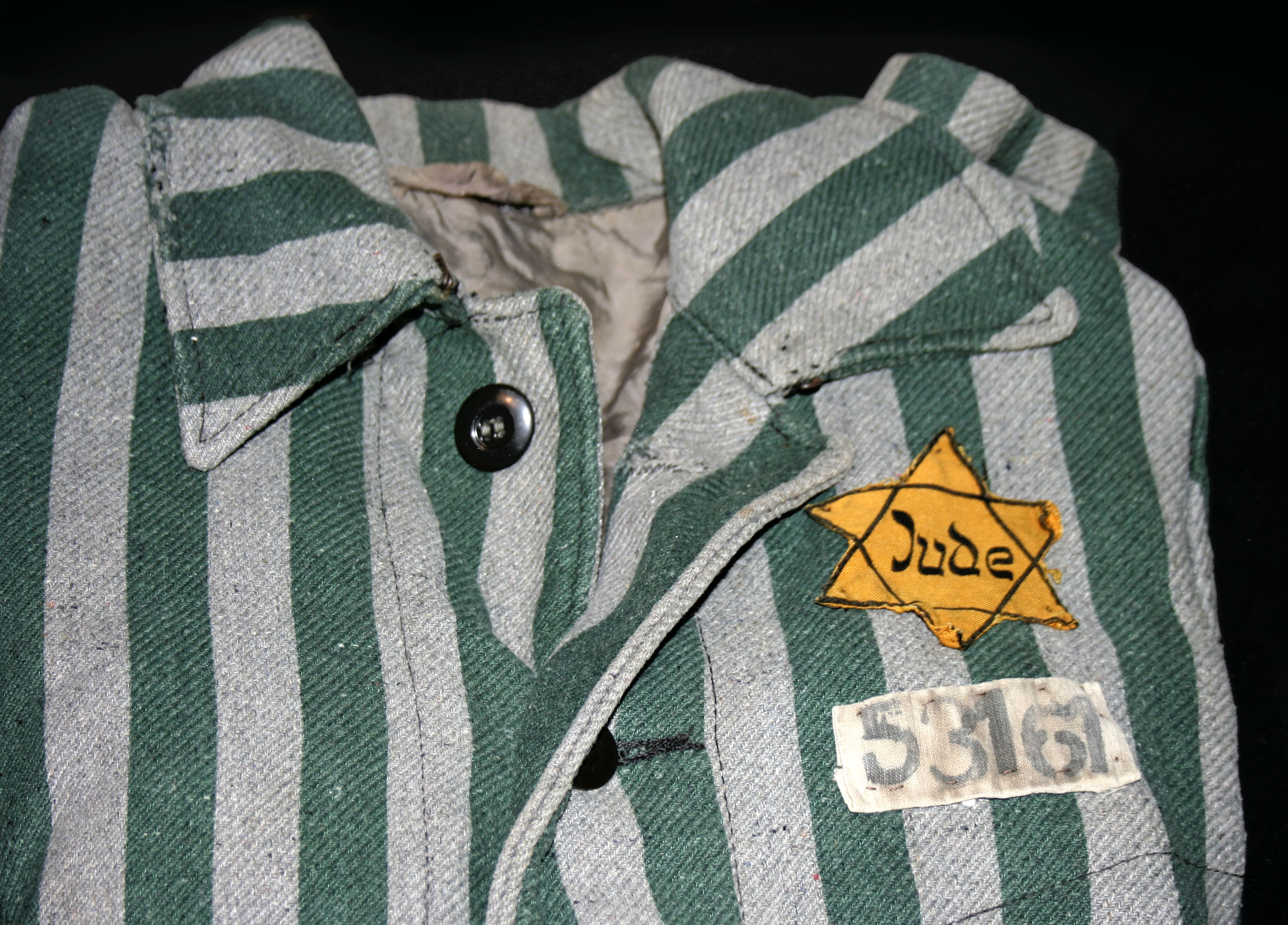
Prigioniero ebreo nel lager di Auschwitz
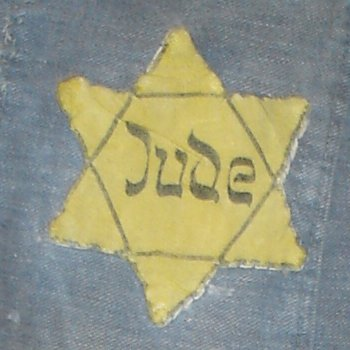
Stella di David
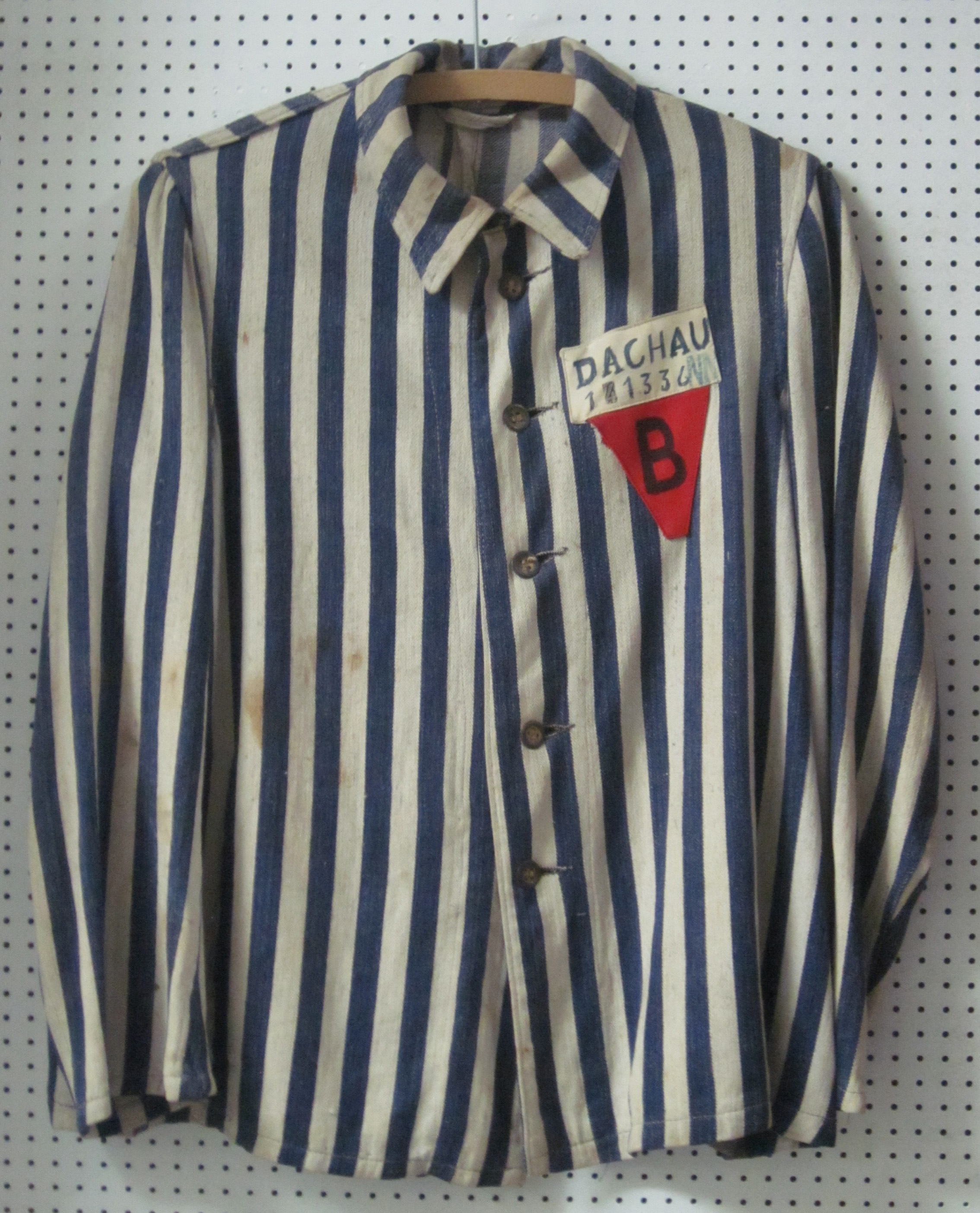
Prigioniero politico belga del lager di Dachau
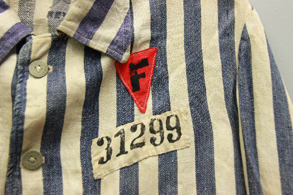
Prigioniero politico francese
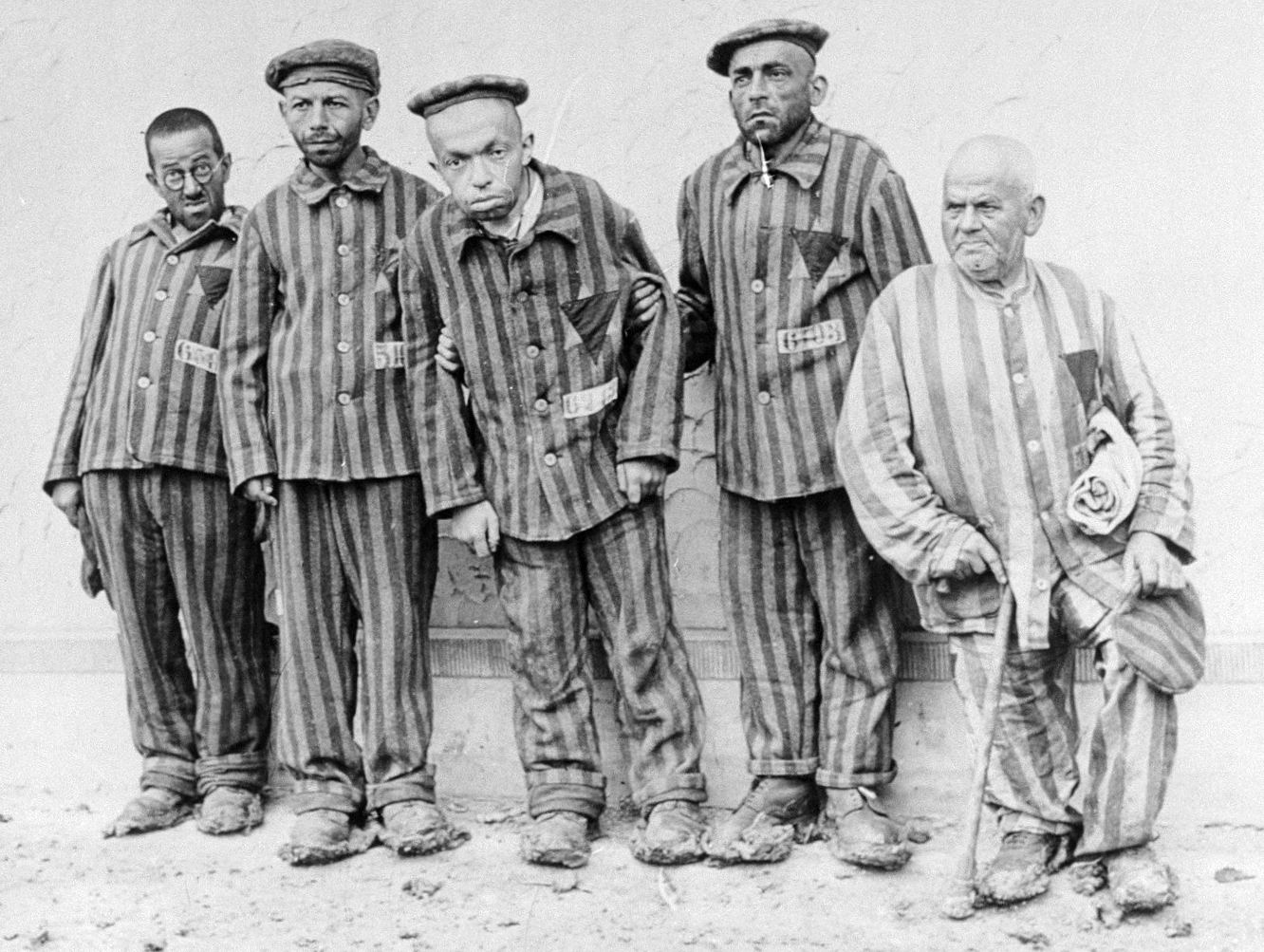
Prigionieri disabili nel lager di Buchenwald portano un triangolo nero posto sopra a uno giallo
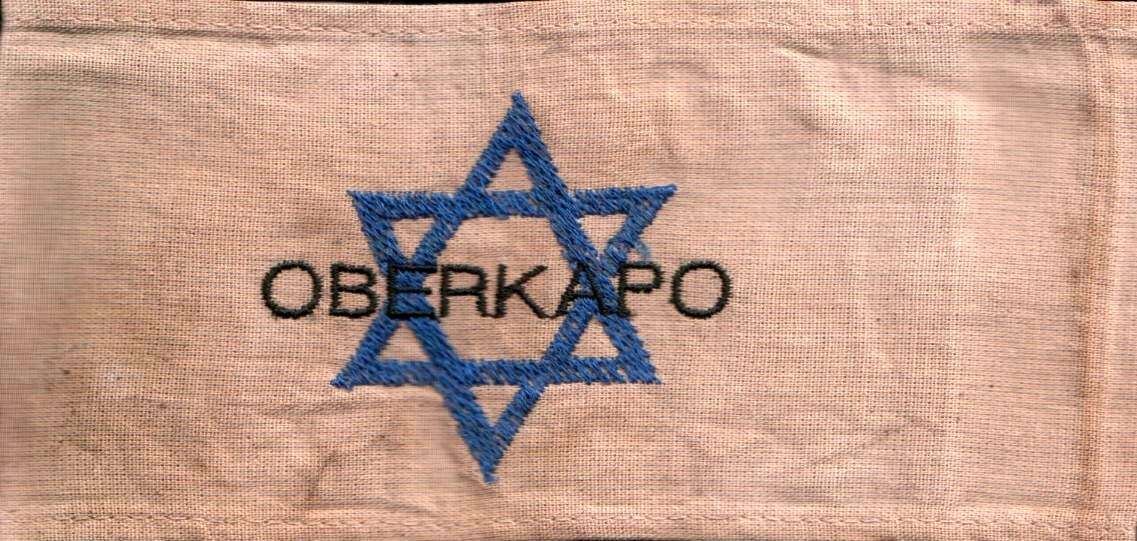
Bracciale di un Kapo superiore ebreo
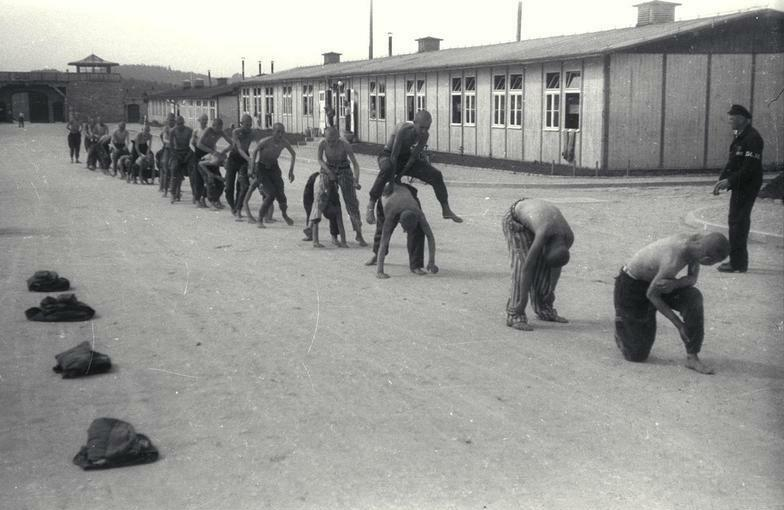
Un Kapo, dotato di una fascia al braccio, sorveglia prigionieri tormentati con inutili esercizi ginnici
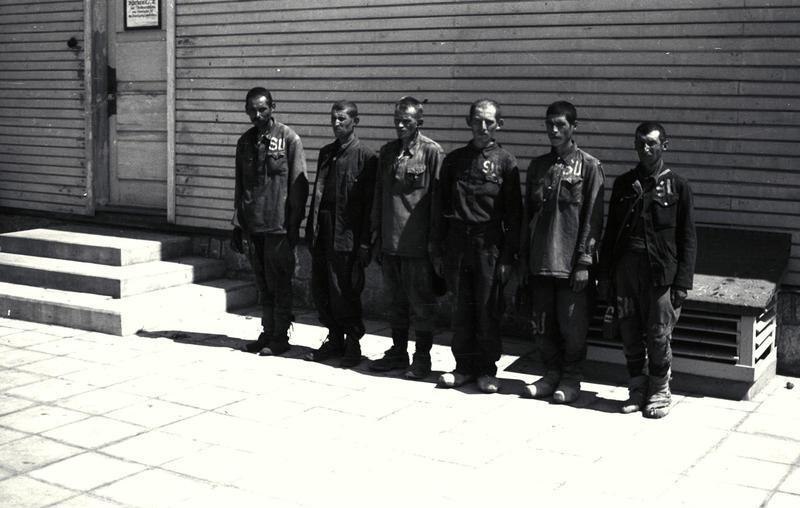
Sigla SU posta all'altezza del petto
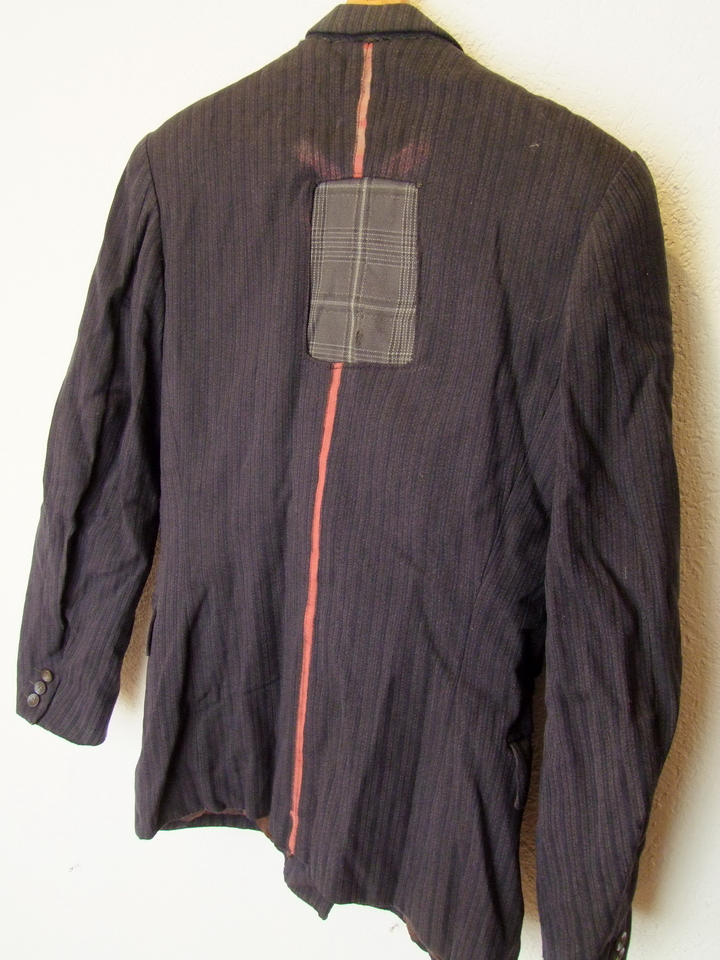
X rossa tracciata su abito civile all'altezza della schiena
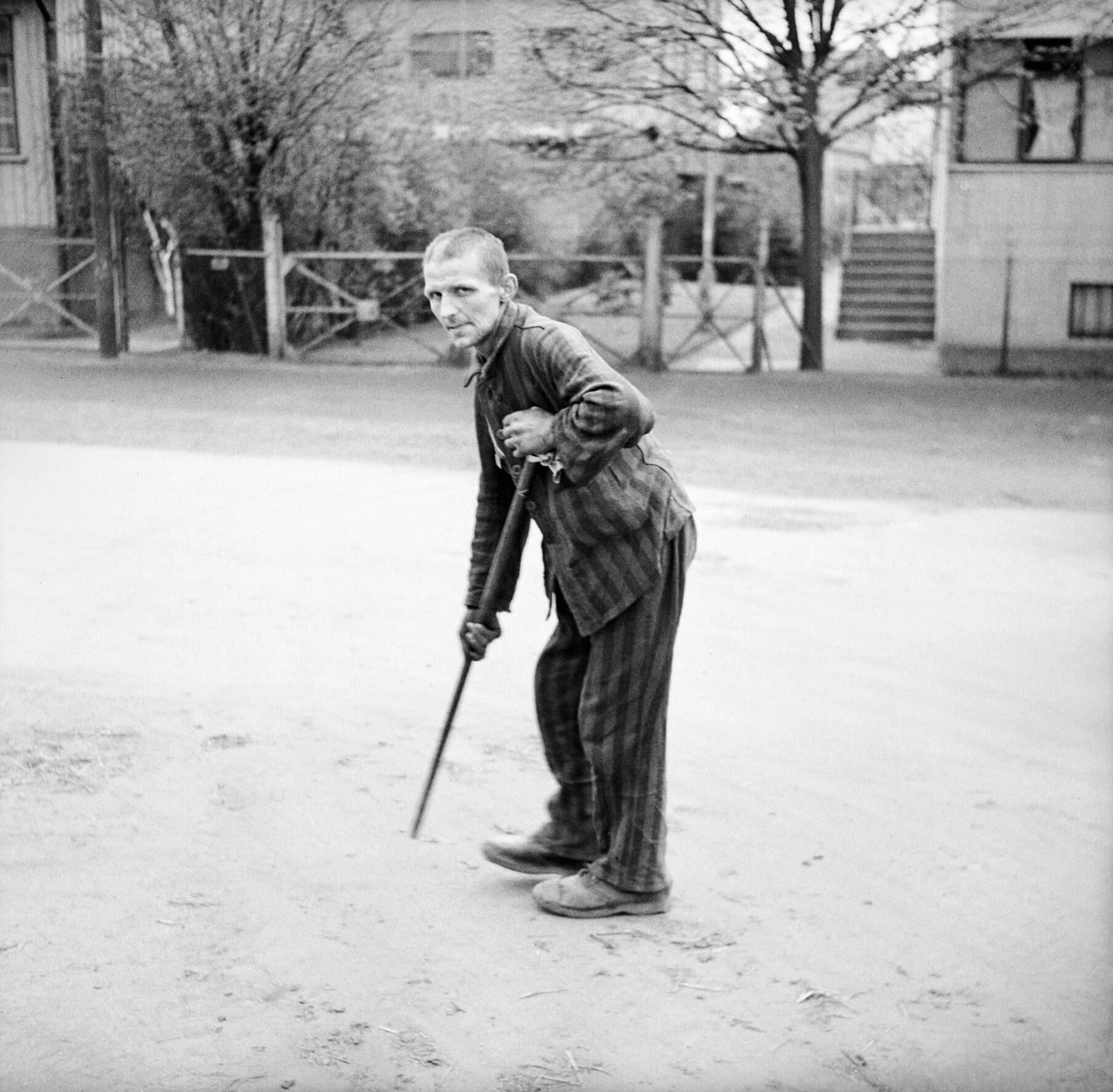
Una striscia di capelli più corti in mezzo alla testa era un simbolo identificativo del prigioniero utilizzato per scoraggiare tentativi di fuga
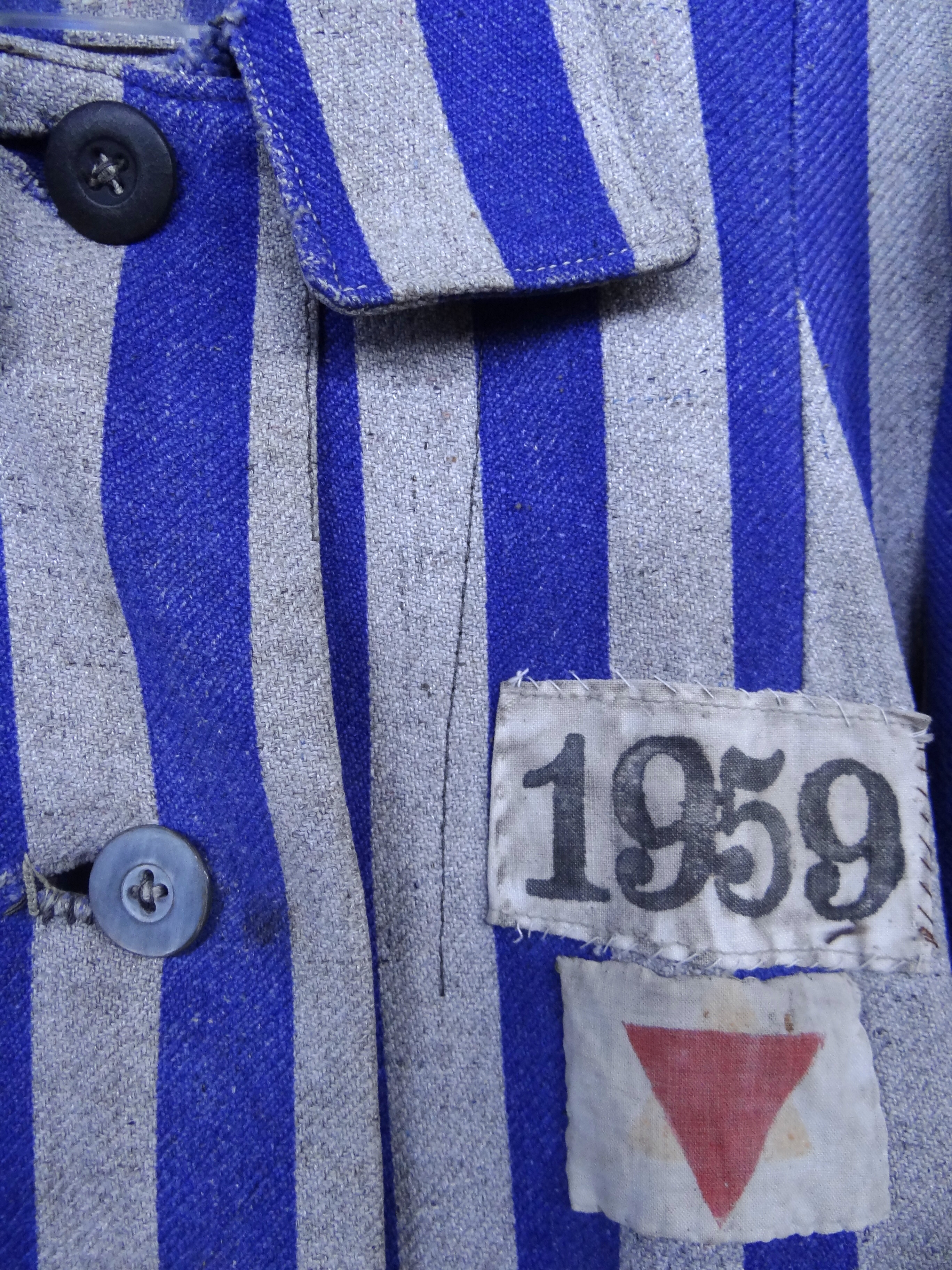
Numero affibbiato sulla divisa
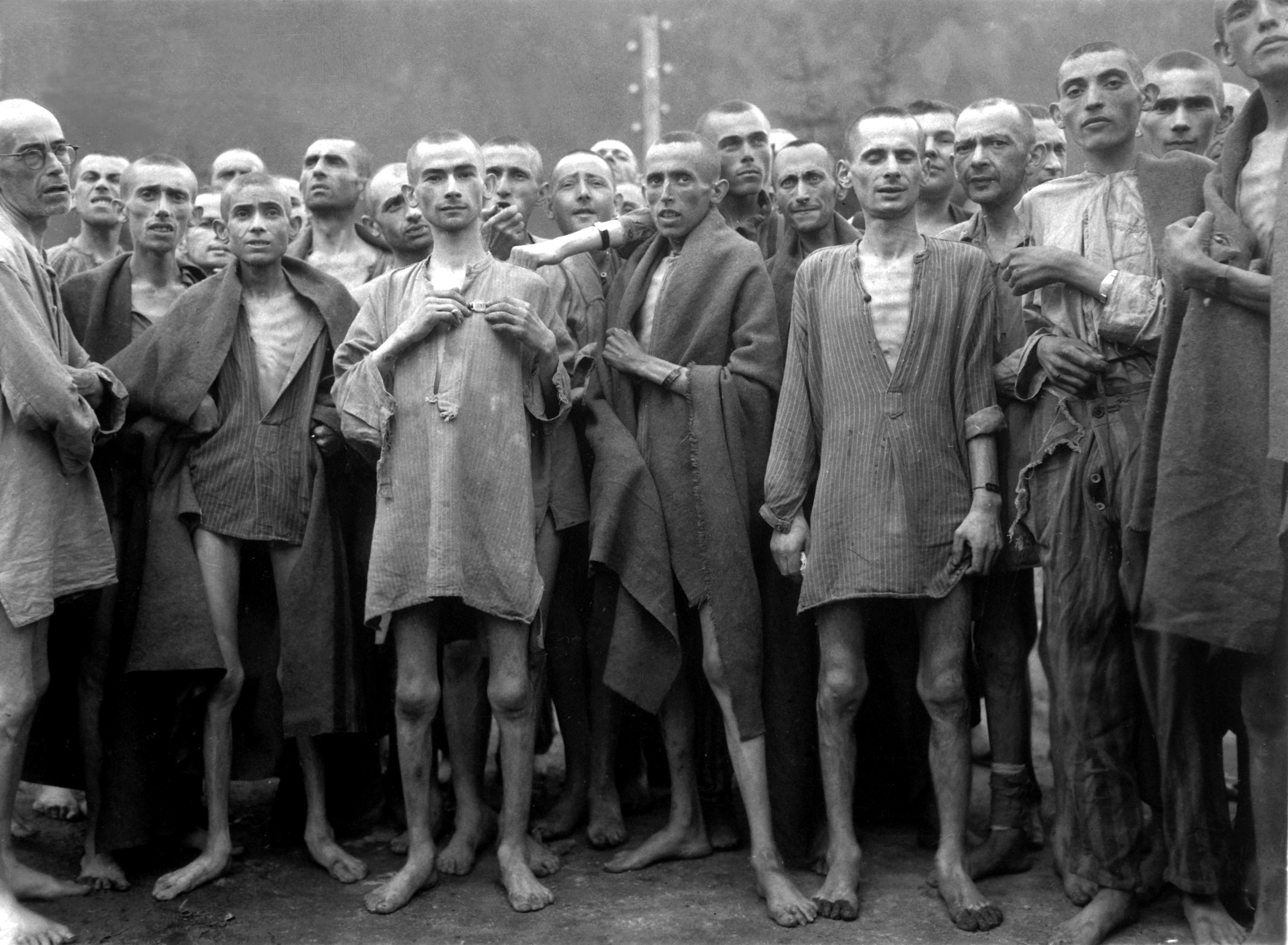
Numeri riportati sulle placchette di latta
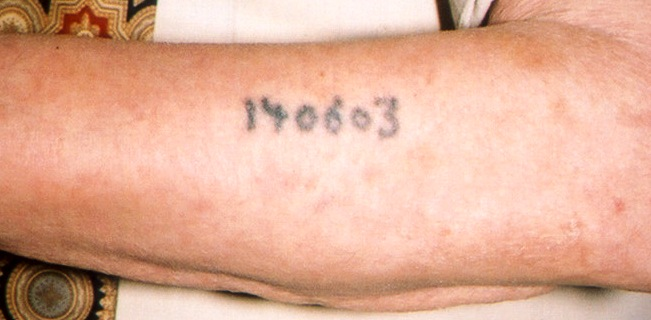
Numero tatuato sull'avambraccio